# 山本草二
山本 草二（やまもと そうじ、1928年（昭和3年）2月25日 - 2013年（平成25年）9月19日）は、日本の法学者。専門は国際法。学位は、法学博士（東京大学・1969年）（学位論文「宇宙通信の国際法-国際企業の法形態として-」）。東北大学名誉教授。国際海洋法裁判所裁判官。長野県上田市出身。長男は外交官の山本条太。

## 経歴
- 1940年（昭和15年）4月：旧制神奈川県立横浜第三中学校入学
- 1947年（昭和22年）4月：旧制都立高等学校文科乙類入学
- 1950年（昭和25年）3月：旧制都立高等学校文科乙類卒業
- 1950年（昭和25年）4月：東京大学法学部政治学科入学
- 1953年（昭和28年）3月：東京大学法学部政治学科卒業
- 1953年（昭和28年）4月：東京大学法学部大学院入学
- 1954年（昭和29年）5月：東京大学法学部大学院中退
- 1954年（昭和29年）6月：熊本大学法文学部助手
- 1955年（昭和30年）10月：熊本大学法文学部専任講師
- 1958年（昭和33年）4月：熊本大学法文学部助教授
- 1961年（昭和36年）12月：国際基督教大学教養学部社会科学科助教授
- 1965年（昭和40年）4月：国際基督教大学教授
- 1967年（昭和42年）4月：成蹊大学政治経済学部教授
- 1976年（昭和51年）3月：東北大学法学部教授
- 1988年（昭和63年）4月：東北大学名誉教授、上智大学法学部教授
- 1996年（平成8年）10月：国際海洋法裁判所裁判官
- 1998年（平成10年）3月：上智大学退職
- 2006年（平成18年）4月：瑞宝重光章受章[2][3]。
- 2013年（平成25年）9月19日：誤嚥性肺炎のため死去[1]。85歳没

## 著書

### 単著
- 『宇宙通信の国際法――国際企業の法形態として』（有信堂、1966年）
- 『インテルサット（国際電気通信衛星機構）恒久協定の研究』（国際電信電話、1973年）
- 『国際漁業紛争と法』（玉川大学出版部、1976年）
- 『放送衛星をめぐる自由と規制』（玉川大学出版部、1979年）
- 『国際法における危険責任主義』（東京大学出版会、1982年）
- 『国際法』（有斐閣、1985年／新版、1994年）
- 『国際刑事法』（三省堂、1991年）
- 『海洋法』（三省堂、1992年）

### 編著
- 『放送衛星――その法制度的研究』（日本放送出版協会、1981年）

### 共編著
- （内田久司）『国際法を学ぶ――現代国際法の理解のために』（有斐閣、1977年）
- （皆川洸）『演習法律学大系（18）演習国際法』（青林書院新社、1977年）
- （寺沢一）『国際法の基礎』（青林書院新社、1979年）
- （杉原高嶺）『海洋法の歴史と展望――小田滋先生還暦記念』（有斐閣、1986年）